# 黒人魚
『黒人魚』（クロニンギョ、原題：Русалка: Озеро мёртвых, ロシア語のラテン文字表記法：Rusalka: Ozero myortvykh, 英題：The Mermaid: Lake of the Dead）は、2018年7月12日に公開されたロシアのホラー映画。監督はスヴィヤトスラフ・ポドガイエフスキー、主演はヴィクトリア・アガラコヴァ、エフィム・ペトゥルニン、ニキータ・エレンヴェらが務めている。ロシアに伝わるルサールカ（水の霊）の伝説をベースにしている。
日本では2019年1月18日より開催された「未体験ゾーンの映画たち2019」にて上映された後、同年7月10日にインターフィルムから日本語吹替版のDVD（品番：IF19－0920）が発売された。パッケージのキャッチコピーは「溺愛してあげる！」。

## キャスト
カッコ内は日本語吹き替え。
- マリーナ - ヴィクトリア・アガラコヴァ（高木友梨香）
- ローマ・キタエフ  - エフィム・ペトゥルニン（入倉敬介）
- イリヤ・ロジオノフ  - ニキータ・エレンヴェ（伊藤聖将）
- オリガ - セシル・プレツェ（浅井晴美）
- リーザ・グリゴリエヴァ  - ソフィア・シドロフスカヤ（福乃愛）
- ミーシャ - イゴール・クリプノフ（櫻井慎二朗）
- アーニャ - ナデズダ・イゴシナ（村田麻衣子）
- 少女 - ダリア・ヤルツェヴァ（夏目あり沙）
- コーチ - エフゲニー・コリャコフスキー（田村昇三）

## スタッフ
- 監督：スヴィヤトスラフ・ポドゲイエフスキー
- 脚本：ナタリヤ・ドゥボーヴァヤ、スヴィヤトスラフ・ポドゲイエフスキー、イヴァン・カピトノフ
- 製作総指揮：ジャニック・ファイジエフ、ラファエル・ミナスベキャン、アレクサンダー・ボンダテヴ、スヴィヤトスラフ・ポドゲイエフスキー、イヴァン・カピトノフ
- 衣装デザイン：スベトラーナ・グリバノバ
- 撮影：アントン・ゼンコビッチ
- 編集：Anton Komrakov
- 音楽：Aleksandr Maev
- プロダクション・デザイナー：アレクサンドラ・ファティア
- VFX：Midhun

## 日本語版制作スタッフ
- 演出：サイトウユウ
- 翻訳：秋山ゆかり
- 録音・調整：稲垣聡（東洋レコーディング）
- 制作：チャンス イン